# Culex fergusoni
Culex fergusoni är en tvåvingeart som först beskrevs av Taylor 1914.  Culex fergusoni ingår i släktet Culex och familjen stickmyggor. Inga underarter finns listade i Catalogue of Life.